# Thames House

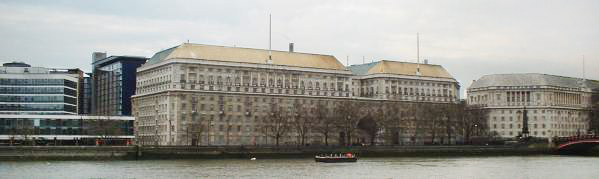
Le quartier général du MI5 à Thames House, vu du côté de Lambeth de la Tamise.

Thames House est un ensemble d'immeubles de bureaux situé à Millbank, Londres sur la rive de la Tamise adjacente à Lambeth Bridge. Ce lieu sert de quartier général au service de renseignement intérieur britannique, le Security Service ou MI5, depuis décembre 1994.

## Historique du bâtiment

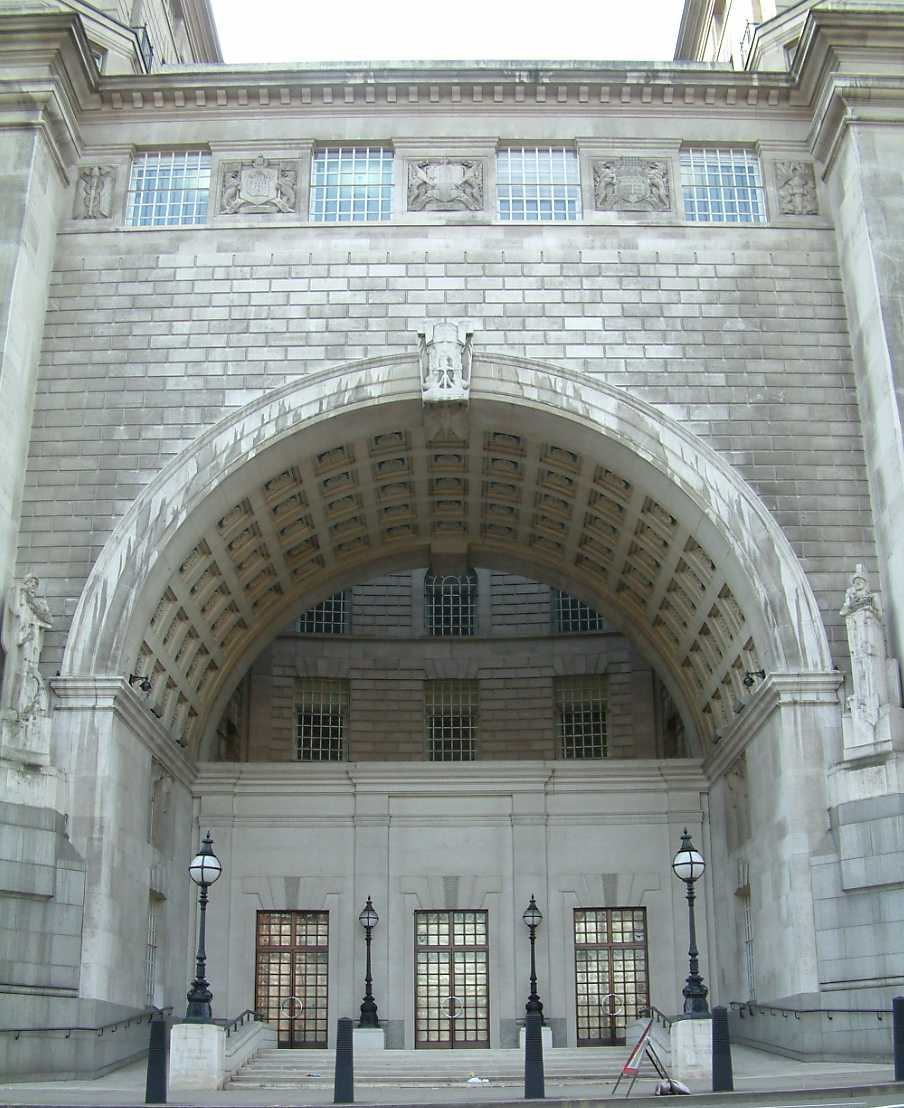
L'arcade, montrant l'extension construite par le MI5.

Le bâtiment fut construit en 1929-30 par John Mowlem & Co sur des terrains récupérés après que la crue de la Tamise de 1928 eut sévèrement endommagé les bâtiments résidentiels préexistants. Il fut conçu par Frank Baines.

## Quartier général du MI5

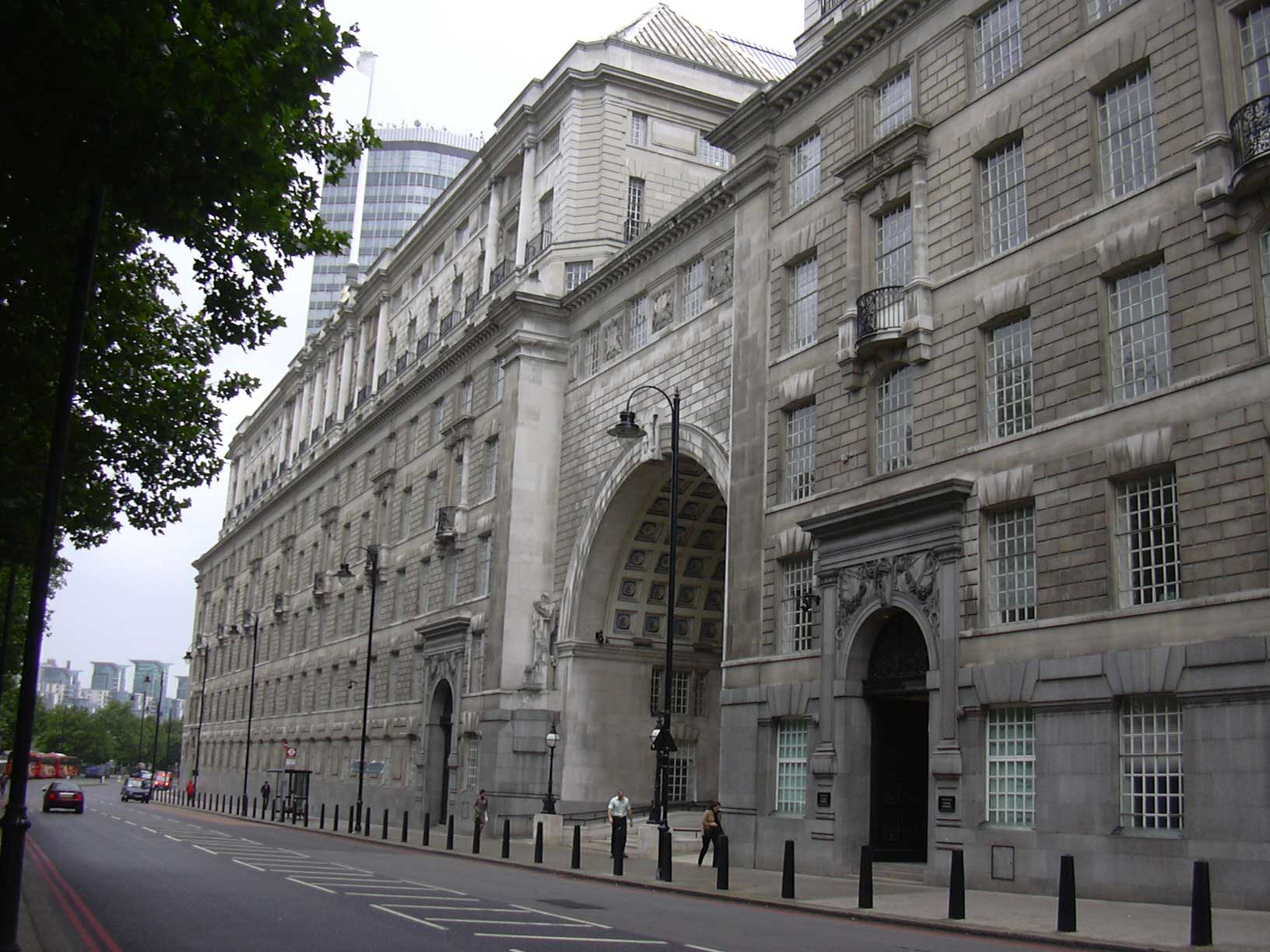
Thames House depuis Millbank
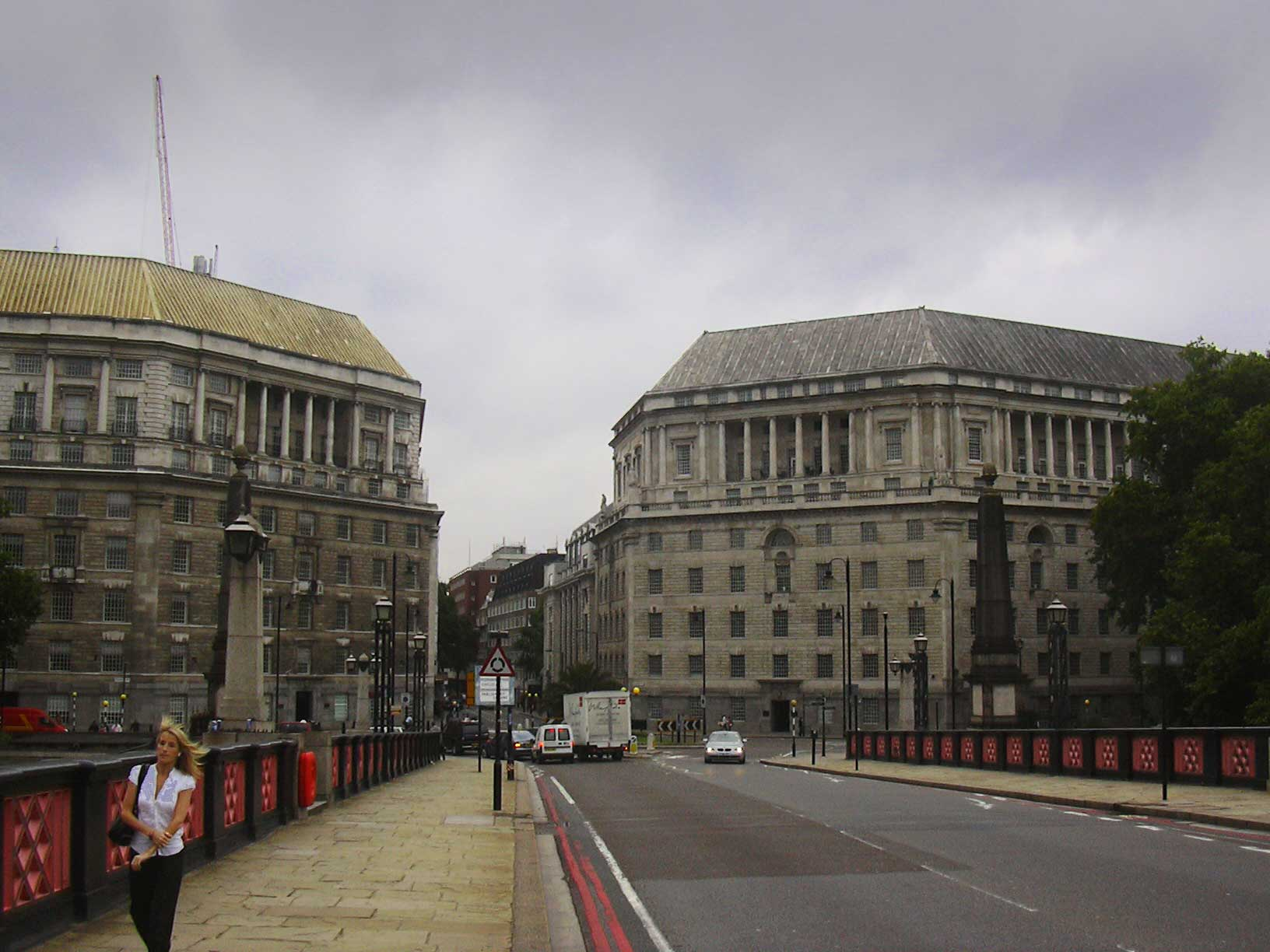
Thames House (à gauche) à côté de l'Imperial Chemical House
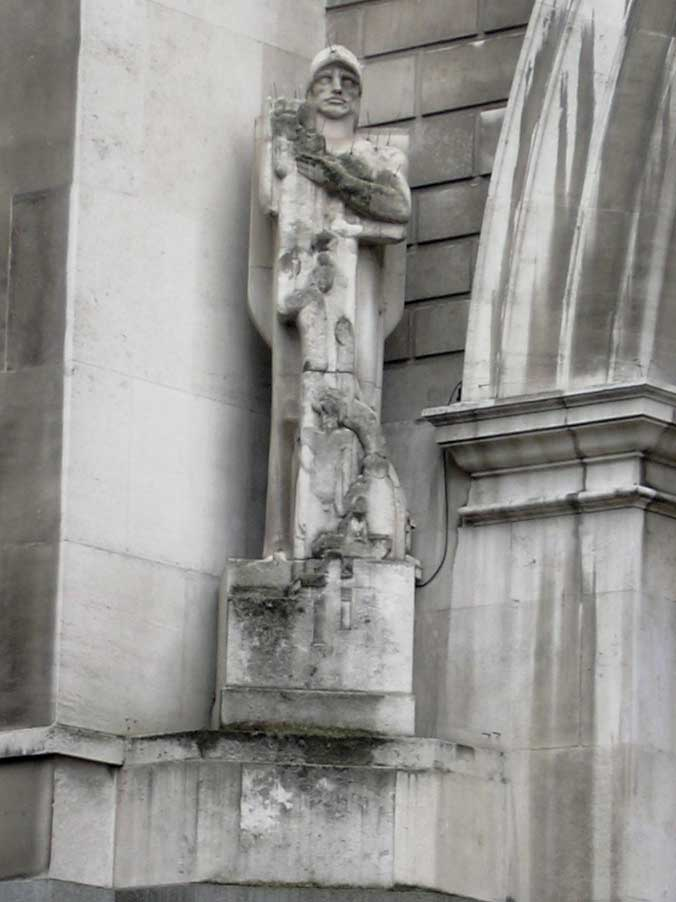
Statue de Saint Georges par Charles Jagger (à côté de l'arcade)
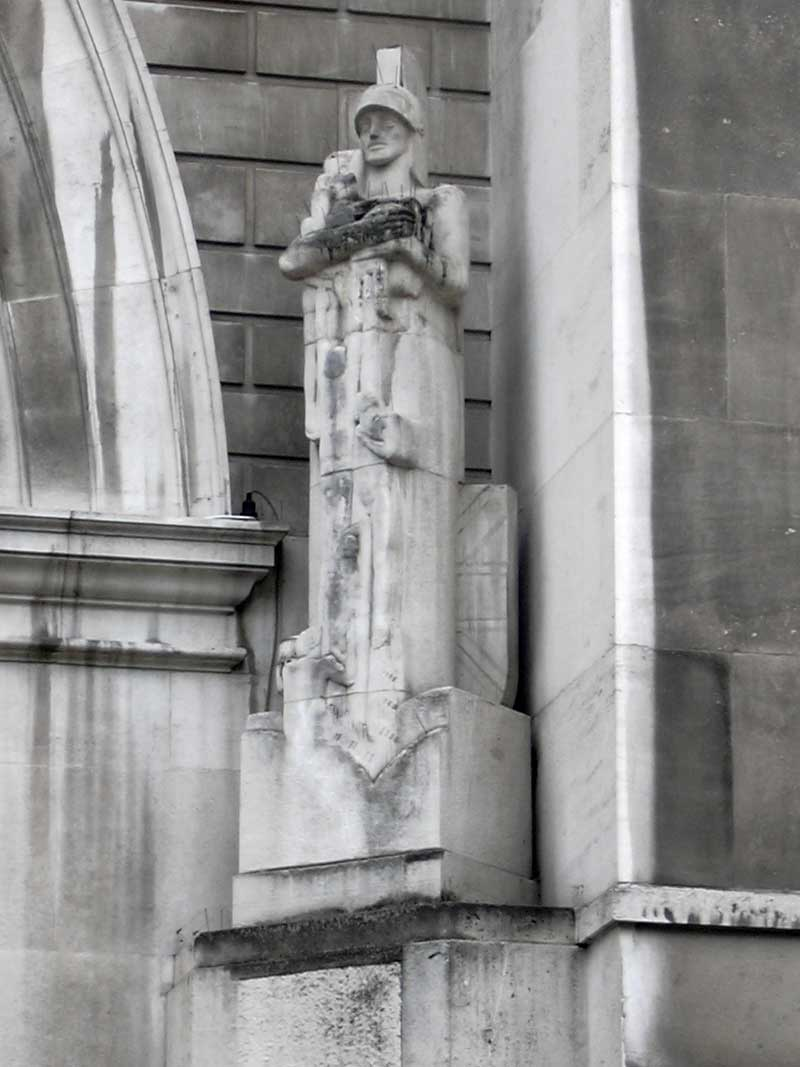
Statue de Britannia par Charles Jagger (à côté de l'arcade)